# 王瓚 (天順進士)
王瓚（1430年—？），字廷器，河南河南府陝州人，明朝政治人物。同進士出身。

## 生平
景泰四年（1453年）舉癸酉科河南鄉試第二名。天順元年（1457年）中式丁丑科會試第八十五名，殿試登進士第三甲第一百四十四名。

## 家族
曾祖父王天祐。祖父王文奎。父亲王鄷，曾任教授。